# 92 Leonis
92 Leonis är en orange jättestjärna i stjärnbilden Lejonet.
92 Leonis har visuell magnitud +5,26 och är svagt synlig för blotta ögat vid normal seeing. Den befinner sig på ett avstånd av ungefär 270 ljusår.